# Adriana Hölszky
Adriana Hölszky (ur. 30 czerwca 1953 w Bukareszcie) – niemiecka kompozytorka, wykładowczyni akademicka.

## Życiorys
Jej rodzicami byli naukowcy pochodzenia niemieckiego. Uczyła się gry na fortepianie w szkole muzycznej od 1959 roku. Jako dziecko komponowała i malowała. Uczyła się kontrapunktu i harmonii od 11. roku życia. Uczyła się gry na fortepianie u Olgi Roski-Berdan w latach 1959–1969. Studiowała kompozycję na Narodowym Uniwersytecie Muzycznym w Bukareszcie w latach 1972–1975. Uczyła się kompozycji u Ștefana Niculescu. Obroniła doktorat z muzykologii na paryskiej Sorbonie w 1976 roku. 
Wraz z rodziną przeprowadziła się jako przesiedleniec do Stuttgartu w 1976 roku (od tego czasu mieszka w Niemczech), a w 1977 roku uzyskała niemieckie obywatelstwo.  Od 1977 do 1980 studiowała na Staatliche Hochschule für Musik und Darstellende Kunst Stuttgart w Stuttgarcie. Tamże kompozycji uczył jej Milko Kelemen, analizy i muzyki elektronicznej – Erhard Karkoschka, a muzyki kameralnej – Günter Louegk. Podczas studiów w Stuttgarcie grała na fortepianie w założonym przez Antonia Janigra Trio Lipatti z siostrą bliźniaczką Moniką Hölszky-Wiedemann i Herthą-Rosą Herseni. W latach 1978–1984 kształciła się na Darmstädter Ferienkurse für Neue Musik.
Zdała egzamin końcowy w 1980 roku i została przyjęta na stanowisko wykładowcy teorii muzyki i kształcenia słuchu na tejże uczelni w Stuttgarcie, gdzie pracowała do 1989 roku. Na początku lat 90. XX wieku prowadziła seminaria w Tokio, Kioto oraz w paryskim IRCAM. Od 1997 do 2000 roku była profesorem kompozycji w Hochschule für Musik und Theater Rostock, a od 2000 roku była profesorem kompozycji na uniwersytecie Mozarteum.
Od 2002 roku jest członkinią Akademie der Künste. 

## Nagrody (wybór)
- nagroda w międzynarodowym konkursie muzyki kameralnej we Florencji (1978)[7]
- Premio Valentino Bucchi – 1. miejsce (1979)[7][4]
- nagroda w międzynarodowym konkursie muzyki kameralnej w Colmar (1980)[7]
- Gaudeamus Prijs(inne języki) za kompozycję Ommagio à Michelangelo (1981)[1]
- Johann-Wenzel-Stamitz-Preis(inne języki) (1985)[6]
- nagroda miasta Stuttgart za trio smyczkowe Innere Welten (1990)[8]
- Schneider-Schott-Musikpreis Mainz(inne języki) (1990)[4]
- Bach-Preis der Freien und Hansestadt Hamburg(inne języki) (2003)[7]
- Preis der Christoph-und-Stephan-Kaske-Stiftung(inne języki) (2011)[5]
- Deutscher Musikautorenpreis(inne języki) (2015)[5]
- Louis Spohr Musikpreis Braunschweig(inne języki) (2019)[6]
- Robert Schumann-Preis für Dichtung und Musik(inne języki) (2024)[6]

## Twórczość
Posługiwała się techniką dodekafoniczną, była pod wpływem serializmu, a w broszurze wydawnictwa Breitkopf & Härtel scharakteryzowano jej twórczość jako „chaos pod kontrolą”. Tworzy dzieła dramatyczne (opery) i orkiestralne, a także muzykę kameralną i wokalną.

### Wybrane dzieła
- Requisiten – utwór instrumentalny (1985)[10]
- Hörfenster für Franz Liszt na fortepian, perkusję i głos (I część na fortepian preparowany) (1986–1987)[11]
- Bremer Freiheit(inne języki) – opera na podstawie sztuki Rainera Wernera Fassbindera (1987[10], premiera 1988[4])
- Koncert podwójny „Lichtflug” na skrzypce, flet i orkiestrę (premiera 1990)[10]
- Klangwaben na skrzypce solo (1993)[12]
- Die Wände – opera na podstawie sztuki Parawany(inne języki) Jeana Geneta[13] (premiera 1995)[10]
- Tragödia – Der unsichtbare Raum – dzieło sceniczne bez libretta i aktorów[14] (premiera 1997)[5]
- Guiseppe e Sylvia – opera (premiera 2000)[5]
- Hybris – opera (premiera 2010)[15]
- Deep Field – balet (2014)[5]
- Böse Geister – opera na podstawie powieści Biesy Fiodora Dostojewskiego[16] (2014)[5]
- EXODUS na 12 perkusistów (2016)[5]
- Apeiron – koncert na skrzypce i orkiestrę smyczkową (2018)[17]
- On the Other Side – koncert na klarnet, saksofon sopranowy, akordeon i orkiestrę (2000–2004)[17]